# James D. Lynch
James D. Lynch (Baltimora, 1839 – 1872) è stato un politico statunitense.
Fu il primo afroamericano a ricoprire la carica di Segretario di Stato del Mississippi oltre ad essere ministro di culto dell'African Methodist Episcopal (AME) Church.
Frequentò la Kimball Union Academy in New Hampshire, dove trascorse due anni prima di trasferirsi ad Indianapolis, dove si dedicò alla sua vocazione religiosa.